# Брукс, Джошуа
Джошуа Брукс (англ. Joshua Brookes; 1761—1833) — английский анатом, биолог и педагог; член Королевского общества и Лондонского Линнеевского общества.

## Биография
Джошуа Брукс родился 24 ноября 1761 года. В раннем возрасте начал изучать медицину, обучался анатомии и хирургии у Уильяма Хантера, Уильяма Хьюсона, Эндрю Маршалла и Джона Шелдона в Лондоне. Затем он практиковался у Антуана Порталя и других выдающихся хирургов Отель-Дьё де Пари в Париже.
По окончании образования, Брукс стал профессором анатомии и за его сорокалетнюю профессорскую деятельность преподавал более 5000 студентов, некоторые из которых стали впоследствии выдающимися учёными.
В 1819 году Брукс был принят в ряды Лондонского королевского общества.
Многие из его работ напечатаны в «Трудах» различных обществ, где он состоял членом.
Джошуа Брукс умер 10 января 1833 года в городе Лондоне.
Оставил после себя анатомическую и естественно-историческую коллекцию, стоившую ему около 300 тысяч фунтов стерлингов.